# Panarea

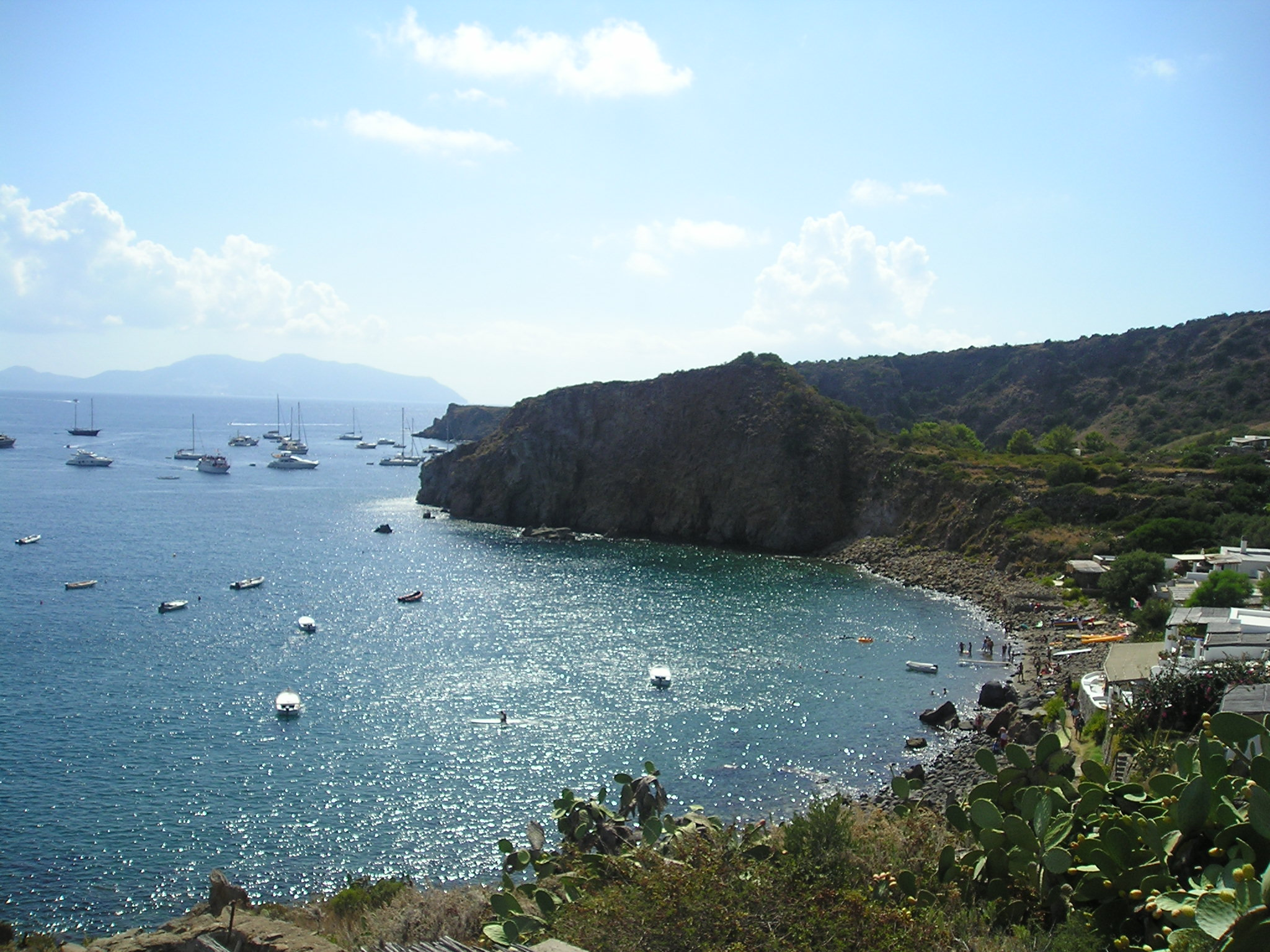
Küste von Panarea

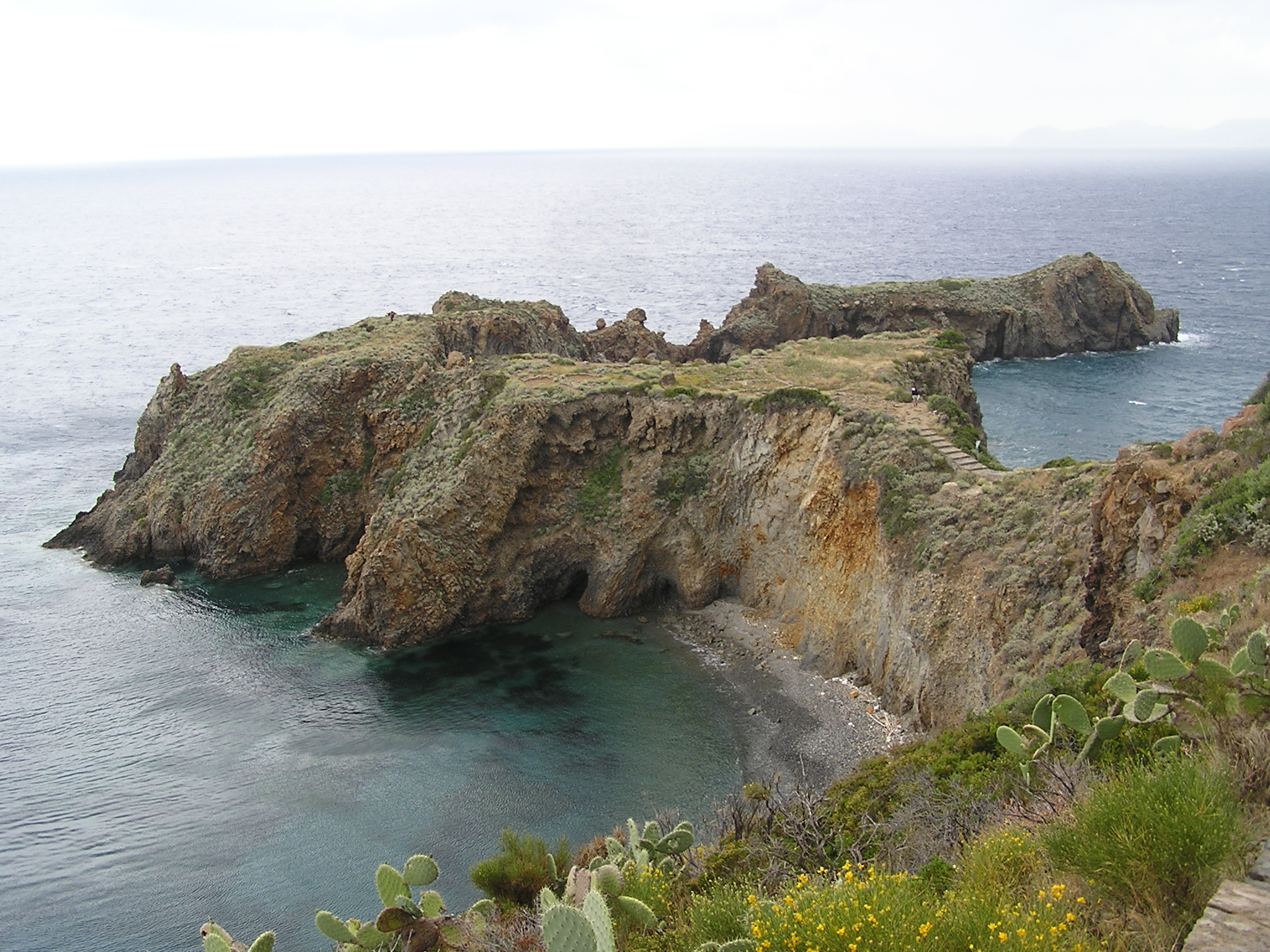
Blick auf das Capo Milazzese

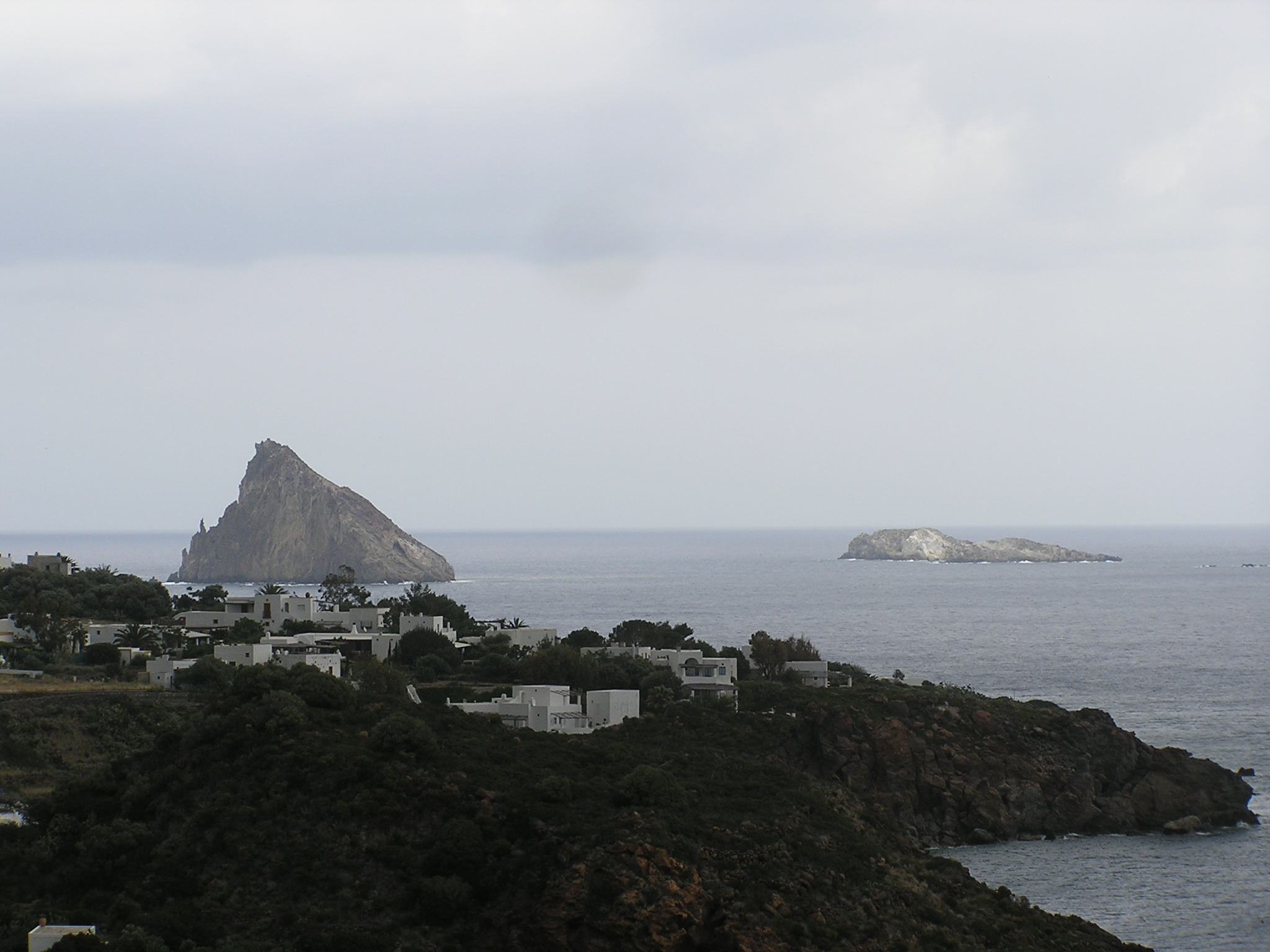
Blick auf den Strand bei Drauto

Panarea gehört mit seinen Nachbarinseln Lipari, Stromboli, Vulcano, Salina, Filicudi und Alicudi zum Archipel der Liparischen Inseln, die im Tyrrhenischen Meer vor der Nordküste Siziliens liegen.
Sie rechnet administrativ zur Gemeinde Lipari in der Metropolitanstadt Messina.

## Geografie
Panarea hat eine Fläche von 3,4 km² sowie eine Bevölkerung von 241 Einwohnern (Stand der Volkszählung 2001). Die Insel ist die kleinste und älteste Vulkanformation des Archipels.

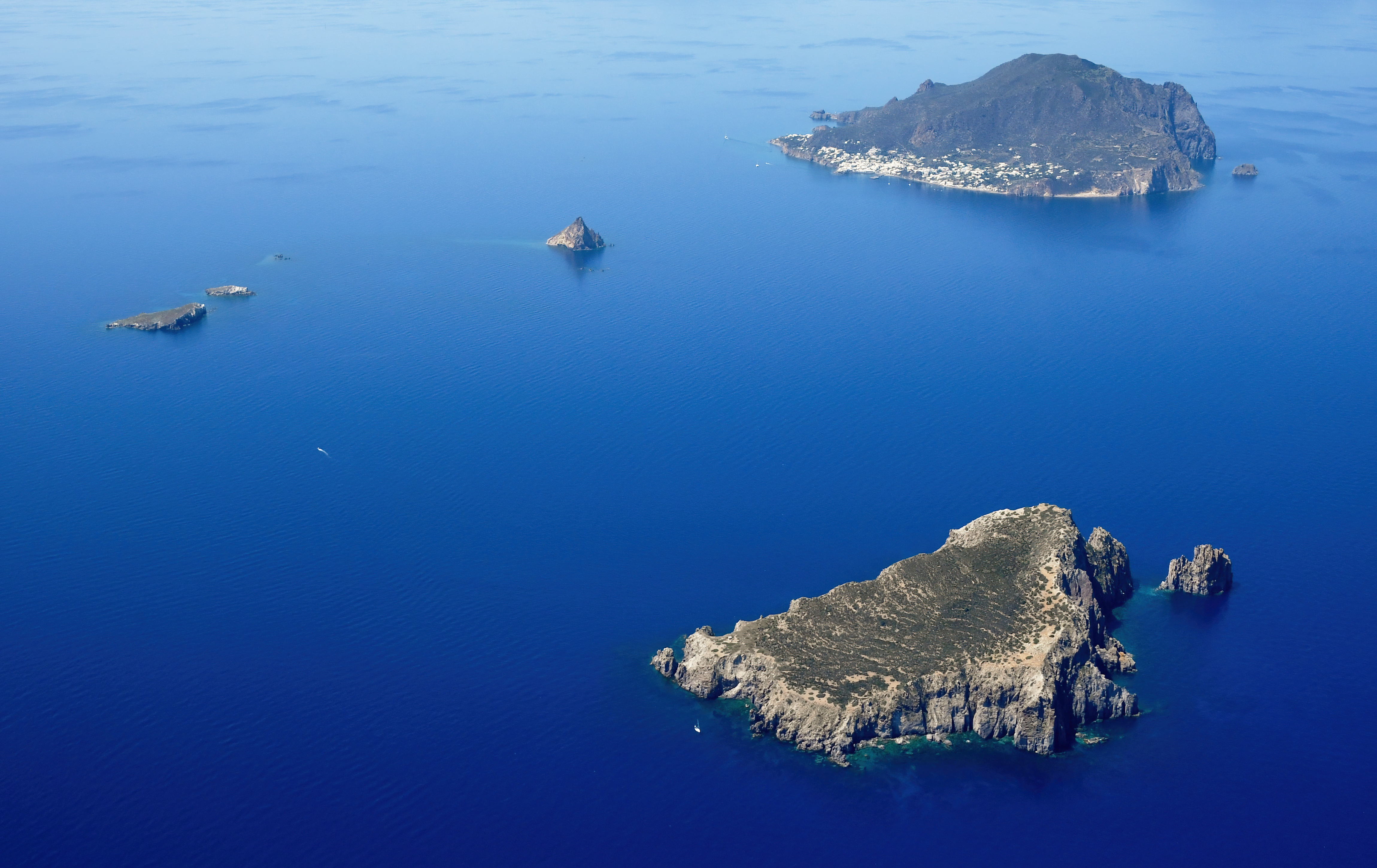
Luftbild der Riserva naturale orientata Isola di Panarea e Scogli Viciniori mit der Insel Panarea (oben rechts) und den kleinen Inseln Scoglio la Nave (rechts von Panarea), Basiluzzo (unten rechts), Scoglio Spinazzola (rechts von Basiluzzo), Lisca Bianca, Bottaro, Lisca Nera, Dattilo und Panarelli (von links nach rechts)

Zusammen mit der benachbarten, unbewohnten Insel Basiluzzo und den Klippen Spinazzola, Lisca Nera, Lisca Bianca, Dattilo und Bottaro vor der Ostküste bildet Panarea einen eigenen kleinen Archipel mit gemeinsamem vulkanischen Ursprung. Der Großteil des Archipels ist Teil des Naturschutzgebiets Riserva naturale orientata Isola di Panarea e Scogli Viciniori.
Die höchste Erhebung der Insel ist der Punta del Corvo im nordwestlichen Teil mit einer Höhe von 421 m. Im Südosten der Insel liegt das Capo Milazzese.
Die drei Dörfer San Pietro, Ditella und Drauto, deren Grenzen inzwischen fließend ineinander übergehen, befinden sich an der Ostküste. Vom Hafen in San Pietro verkehren Fähren und Tragflächenboote nach Messina, Milazzo und zu den anderen Liparischen Inseln.

## Geschichte
Funde bezeugen, dass Panarea bereits während der Bronzezeit bewohnt war. Bedeutend sind vor allem die Reste einer mittelbronzezeitlichen Siedlung auf dem Kap Punta Milazzese, die der nach diesem Fundort benannten Milazzese-Kultur (ca. 1430–1270 v. Chr.) zuzuschreiben sind. Diese Kultur zeigt sehr starke Verwandtschaft zur ungefähr zeitgleichen Thapsos-Kultur Siziliens. Die Siedlung befand sich, sehr gut geschützt, auf den steilen Klippen des Kaps und war nur über den schmalen Isthmus, der das Kap mit dem Rest der Insel verbindet, zugänglich. Die Siedlung bestand offenbar nur relativ kurz. Importierte Mykenische Keramik aus Griechenland, lässt sich – soweit bestimmbar – ausschließlich in die Phase Späthelladisch III A1 datieren, was bedeuten würde, dass die Siedlung gegen Ende des 15. Jahrhunderts bzw. im frühen 14. Jahrhundert v. Chr. bewohnt war. Viele Gefäße und andere Gegenstände, die in situ in den Gebäuden vorgefunden wurden, deuten auf ein sehr plötzliches Ende der Siedlung hin.
In der Antike hieß die Insel auf Grund der reichhaltigen Fauna und Flora Eunonymus (Insel der guten Vorzeichen).
Im 16. Jahrhundert suchte der Korsar Turgut Reis (auch Dragut genannt) mehrmals Unterschlupf an der Ostküste Panareas. Der Ortsname Drauto wird darauf zurückgeführt.

## Tourismus
Der Tourismus ist Haupterwerbszweig der Inselbewohner. Neben den Tagestouristen während der Sommermonate gilt Panarea als Sommertreff wohlhabender Italiener. Der schönste Strand befindet sich im Südosten an der Cala di Junco. Weitere Bademöglichkeiten an Sand- und Kiesstränden sind teilweise nur vom Wasser aus erreichbar.
Kulturell sehenswert sind die Ausgrabungen eines bronzezeitlichen Dorfes auf dem Capo Milazzese. Die Siedlung umfasste etwa 50 Rundbauten und einen rechteckigen Bau, der vermutlich als Versammlungsraum diente. Erhalten sind die Grundmauern von 23 Rundbauten sowie Mühlsteine, Kochgeschirr und Keramikvasen.
Auf der Isola di Basiluzzo, die in der Antike beliebte Sommerfrische der Römer war, befinden sich Überreste einer römischen Villa, Fußbodenmosaik und Wandmalereien. Drei Meter unter dem Wasserspiegel liegen Reste eines Landungsstegs und eines Thermalbades.